# Lijn van de Belgische troonopvolging
De troonopvolging van België wordt beschreven in de grondwet en ging via erfopvolging over op de mannelijke nakomelingen van de eerste Koning der Belgen, Leopold I. In de Belgische monarchie geldt het eerstgeboorterecht.
Sinds 2 december 1991 werd de Salische Wet afgeschaft door een grondwetswijziging en hebben zowel mannen als vrouwen gelijke rechten in de opvolging. Dit geldt alleen voor het heden en de toekomst en dus uitsluitend voor de nakomelingen van Koning Albert II. Het sluit de vrouwelijke nakomelingen uit van Leopold II, Albert I en Leopold III.

## Belgische Grondwetover de opvolging
Een fragment uit de Belgische grondwet over de Koning der Belgen en zijn opvolging; de procedures en voorwaarden.
Belgische Grondwet, Titel III, Hoofdstuk III, Afdeling I, artikelen 85 tot 95:
- Art. 85. (1) De grondwettelijke macht van de Koning gaat bij erfopvolging over op de natuurlijke en wettige nakomelingschap, in de rechte lijn, van Z.M. Leopold, Joris, Christiaan, Frederik van Saksen-Coburg en volgens eerstgeboorterecht.
(2) De in het eerste lid bedoelde nakomeling die huwt zonder toestemming van de Koning of van hen die, bij gebreke van de Koning, zijn macht uitoefenen in de bij de Grondwet bepaalde gevallen, verliest zijn recht op de kroon.
(3) Hij kan echter in zijn recht worden hersteld door de Koning of door hen die, bij gebreke van de Koning, zijn macht uitoefenen in de bij de Grondwet bepaalde gevallen, doch alleen met instemming van beide Kamers.
- Art. 86. (1) Bij gebreke van nakomelingschap van Z.M. Leopold, Joris, Christiaan, Frederik van Saksen-Coburg, kan de Koning zijn opvolger benoemen, mits de Kamers daarmee instemmen op de wijze als in artikel 87 is voorgeschreven.
(2) Indien geen opvolger op deze wijze is benoemd, is de troon onbezet.
- Art. 87. (1) De Koning kan niet tegelijk hoofd van een andere Staat zijn zonder instemming van beide Kamers.
(2) Geen van beide Kamers kan hierover beraadslagen, wanneer niet ten minste twee derden van haar leden aanwezig zijn, en het besluit is alleen dan aangenomen, indien het ten minste twee derden van de uitgebrachte stemmen heeft verkregen.
- Art. 88. De persoon des Konings is onschendbaar; zijn ministers zijn verantwoordelijk.
- Art. 89. De civiele lijst wordt door de wet vastgesteld voor de duur van de regering van elke Koning.
- Art. 90. (1) Bij overlijden van de Koning komen de Kamers zonder bijeenroeping samen, uiterlijk de tiende dag na die van het overlijden. Indien de Kamers tevoren ontbonden zijn en het ontbindingsbesluit bijeenroeping bevat tegen een later tijdstip dan de tiende dag, treden de oude Kamers opnieuw in functie totdat de Kamers die hun plaats moeten innemen, bijeenkomen.
(2) Te rekenen van het overlijden van de Koning en tot de eedaflegging van zijn troonopvolger of van de Regent, wordt de grondwettelijke macht van de Koning in naam van het Belgische volk uitgeoefend door de in raad verenigde ministers en onder hun verantwoordelijkheid.
- Art. 91. (1) De Koning is meerderjarig op de volle leeftijd van achttien jaar.
(2) De Koning neemt eerst bezit van de troon nadat hij, in een vergadering der verenigde Kamers, de volgende eed plechtig heeft afgelegd:
(3) "Ik zweer dat ik de Grondwet en de wetten van het Belgische volk zal naleven, 's Lands onafhankelijkheid handhaven en het grondgebied ongeschonden bewaren".
- Art. 92. Indien, bij overlijden van de Koning, zijn opvolger minderjarig is, komen beide Kamers in verenigde vergadering bijeen, ten einde in het regentschap en in de voogdij te voorzien.
- Art. 93. Indien de Koning in de onmogelijkheid verkeert te regeren, roepen de ministers, na deze onmogelijkheid te hebben laten vaststellen, de Kamers dadelijk bijeen. Door de verenigde Kamers wordt in de voogdij en in het regentschap voorzien.
- Art. 94. (1) Het regentschap mag slechts aan één persoon worden opgedragen.
(2) De Regent treedt eerst in functie nadat hij de bij artikel 91 voorgeschreven eed heeft afgelegd.
- Art. 95. Ingeval de troon onbezet is, voorzien de Kamers, samen beraadslagend, voorlopig in het regentschap totdat de geheel vernieuwde Kamers bijeenkomen; deze bijeenkomst heeft plaats uiterlijk binnen twee maanden. De nieuwe Kamers, samen beraadslagend, voorzien voorgoed in het bezetten van de troon.

In 1991 werd de primogenituur onder de afstammelingen van Koning Albert II, toen prins Albert, mogelijk gemaakt door middel van een overgangsbepaling in Titel IX van de Belgische Grondwet.
- I. (1) De bepalingen van artikel 85 zullen voor het eerst toepassing vinden op de nakomelingschap van Z.K.H. Prins Albert, Felix, Humbert, Theodoor, Christiaan, Eugène, Marie, Prins van Luik, Prins van België, met dien verstande dat het huwelijk van H.K.H. Prinses Astrid, Josephine, Charlotte, Fabrizia, Elisabeth, Paola, Marie, Prinses van België, met Lorenz, Aartshertog van Oostenrijk-Este, geacht wordt de in artikel 85, tweede lid, bedoelde toestemming te hebben verkregen.
(2) Tot dan blijven de hiernavolgende bepalingen van toepassing.
(3) De grondwettelijke macht van de Koning gaat bij erfopvolging over op de natuurlijke en wettige nakomelingschap, in de rechte lijn, van Z.M. Leopold, Joris, Christiaan, Frederik van Saksen-Coburg, van man op man, volgens eerstgeboorterecht en met altijddurende uitsluiting van de vrouwen en van hun nakomelingschap.
(4) De prins die huwt zonder toestemming van de Koning of van hen die, bij gebreke van de Koning, zijn macht uitoefenen in de bij de Grondwet bepaalde gevallen, verliest zijn recht op de kroon.
(5) Hij kan echter in zijn recht worden hersteld door de Koning of door hen die, bij gebreke van de Koning, zijn macht uitoefenen in de bij de Grondwet bepaalde gevallen, doch alleen met instemming van beide Kamers.

## Kroonprinsen en hertogen van Brabant

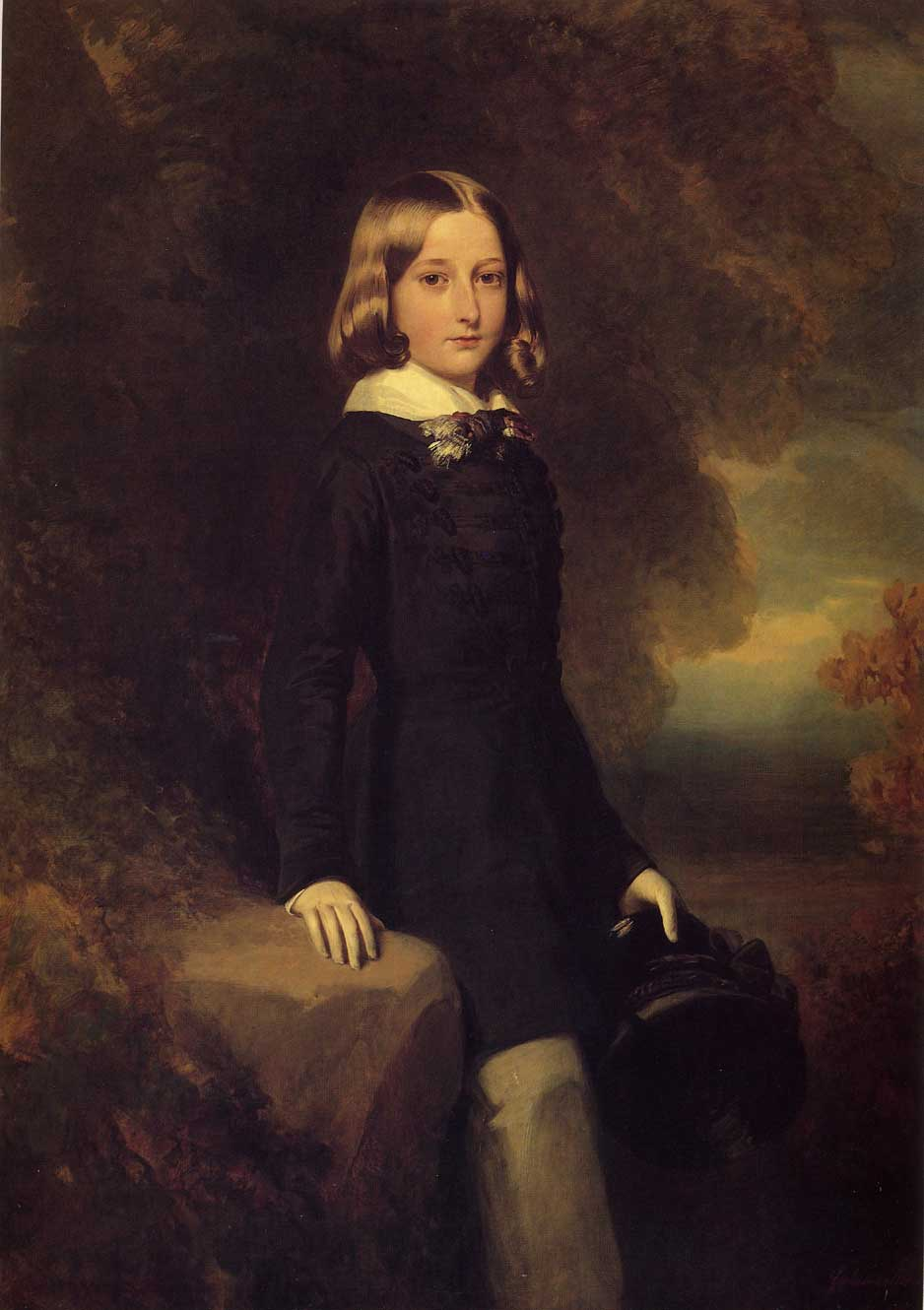
Leopold, hertog van Brabant, gestorven als kroonprins.

De kroonprins van België is de eerste opvolger van de Koning der Belgen. Indien dit het oudste kind is bezit deze ook de dynastieke titel Hertog van Brabant. De huidige kroonprinses is prinses Elisabeth, hertogin van Brabant.
| Periode      | Kroonprins(es)  | Monarch     | Titel                | Opmerking                                  |
| ------------ | --------------- | ----------- | -------------------- | ------------------------------------------ |
| 1833 - 1834  | Lodewijk Filips | Leopold I   |                      | Stierf in 1834 als kroonprins van België.  |
| 1835 - 1865  | Leopold (II)    | Leopold I   | Hertog van Brabant   | Werd de tweede Koning der Belgen in 1865.  |
| 1865 - 1869  | Leopold         | Leopold II  | Hertog van Brabant   | Stierf in 1869 als kroonprins van België.  |
| 1869 - 1905  | Filips          | Leopold II  | Graaf van Vlaanderen | Stierf in 1905 als kroonprins van België.  |
| 1905 - 1909  | Albert (I)      | Leopold II  |                      | Werd de derde Koning der Belgen in 1909.   |
| 1909 - 1934  | Leopold (III)   | Albert I    | Hertog van Brabant   | Werd de vierde Koning der Belgen in 1934.  |
| 1934 - 1951  | Boudewijn       | Leopold III | Hertog van Brabant   | Werd de vijfde Koning der Belgen in 1951.  |
| 1951 - 1993  | Albert (II)     | Boudewijn   | Prins van Luik       | Werd de zesde Koning der Belgen in 1993.   |
| 1993 - 2013  | Filip           | Albert II   | Hertog van Brabant   | Werd de zevende Koning der Belgen in 2013. |
| 2013 - heden | Elisabeth       | Filip       | Hertogin van Brabant |                                            |

Toen prins Filip de Belgische troon besteeg, werd Elisabeth, zijn oudste kind, de allereerste vrouw die de titels kroonprinses van België en hertogin van Brabant draagt. Ook zal zij vermoedelijk, na haar vader, de eerste regerende Koningin der Belgen worden.

## Opvolging (2025)
De ranglijst voor de troonopvolging bevat als wettelijke en natuurlijke nakomelingen van Leopold I, die ook nog voldoen aan alle voorwaarden, momenteel alleen nog de nakomelingen van Albert II van België. De ranglijst is in 2025 dus als volgt:
- Koning Albert II (1934)
  -  Koning Filip (1960), zoon van Koning Albert II
    - (1) Prinses Elisabeth, Hertogin van Brabant (2001), dochter van Koning Filip
    - (2) Prins Gabriël (2003), zoon van Koning Filip
    - (3) Prins Emmanuel (2005), zoon van Koning Filip
    - (4) Prinses Eléonore (2008), dochter van Koning Filip

  - (5) Prinses Astrid (1962), dochter van Koning Albert II
    - (6) Prins Amedeo (1986), zoon van Prinses Astrid
      - (7) Aartshertogin Anna-Astrid van Oostenrijk-Este (2016), dochter van Prins Amedeo
      - (8) Aartshertog Maximilian van Oostenrijk-Este (2019), zoon van Prins Amedeo
      - (9) Aartshertogin Alix van Oostenrijk-Este (2023), dochter van Prins Amedeo

    - (10) Prinses Maria-Laura (1988), dochter van Prinses Astrid
      - (11) Albert Isvy (2025), zoon van Prinses Laura

    - (12) Prins Joachim (1991), zoon van Prinses Astrid
    - (13) Prinses Luisa Maria (1995), dochter van Prinses Astrid
    - (14) Prinses Laetitia Maria (2003), dochter van Prinses Astrid

  - (15) Prins Laurent (1963), zoon van Koning Albert II
    - (16) Prinses Louise (2004), dochter van Prins Laurent
    - (17) Prins Nicolas (2005), zoon van Prins Laurent
    - (18) Prins Aymeric (2005), zoon van Prins Laurent

Prins Amedeo vroeg voor zijn huwelijk geen formele toestemming aan koning Filip, waardoor zijn recht op de troon toen verviel. De prins nam deze beslissing bewust. Op 20 september 2015 heeft prins Amedeo alsnog instemming gevraagd voor het huwelijk. Hij heeft dit van zijn oom Koning Filip verkregen via Koninklijk Besluit van 12 november 2015, waardoor zijn recht op de troon zou zijn hersteld, alhoewel de Grondwet (art. 85, derde alinea) voorziet dat na het huwelijk alleen het Parlement de prins dat recht kan herstellen.

## Prins Alexander
Soms is de mening geuit dat de zoon van Leopold III uit zijn tweede huwelijk met Lilian Baels, prins Alexander, ook een wettige troonopvolger was. Dit lijkt onmogelijk, want bij het morganatische huwelijk van Leopold III met Lilian Baels werd in een authentieke akte bevestigd dat het de wens van de koning was dat kinderen uit dit huwelijk niet in aanmerking kwamen voor troonsopvolging. Dat hij deze wens zelfs niet had moeten formuleren, omdat het vaststond dat de kinderen uit het tweede huwelijk geen rechten konden laten gelden op de troon, leek duidelijk. De 'Commissie van voorlichting' in 1946 door koning Leopold ingesteld, bevestigde deze stelling die achteraf door een eensgezinde rechtsleer werd bijgetreden.
In 1990 verklaarde eerste minister Wilfried Martens voor de senaatscommissie bij de grondwetsherziening van 1990 (waarbij de Salische wet werd afgeschaft): Het huwelijk van de koning is een politieke akte waarvoor een minister, overeenkomstig de artikelen 63 en 64 van de grondwet, de verantwoordelijkheid dient te nemen. Er bestaat eensgezindheid dat bij het tweede huwelijk van koning Leopold III aan voormelde vereiste niet was voldaan. Bijgevolg heeft dit huwelijk geen publiekrechterlijke gevolgen kunnen hebben, zodat de uit dit huwelijk geboren kinderen niet troongerechtigd zijn.
Prins Alexander vroeg dan ook terecht geen toestemming aan koning Boudewijn, voor zijn huwelijk met Lea Wolman in 1991.
Uit het huwelijk van Leopold III en Lilian Baels werden ook twee dochters geboren, deze hebben evenmin recht op de troon. Zij dragen wel de titel prinses van België. Leopoldo en Alexandra Moncada, een wettige kleinkinderen van Koning Leopold III, zijn niet opgenomen in de troonsopvolging maar maken wel deel uit van de koninklijke familie.

## Voorgaande lijsten van opvolging
Hieronder ziet uit de lijsten van opvolging na de dood van elke Belgische koning.

### Leopold I
Bij de dood van Leopold I van België in 1865 zag de lijst van opvolging er als volgt uit:
1. Prins Leopold (II) (1835), Hertog van Brabant, zoon van Leopold I
2. Prins Leopold (1859), zoon van prins Leopold
3. Prins Filips (1837), Graaf van Vlaanderen, zoon van Leopold I

### Leopold II
Bij de dood van Leopold II van België in 1909 zag de lijst van opvolging er als volgt uit:
1. Prins Albert (I) (1875), neef van Leopold II
2. Prins Leopold (III) (1901), zoon van prins Albert
3. Prins Karel (1903), zoon van prins Albert

### Albert I
Bij de dood van Albert I van België in 1934 zag de lijst van opvolging er als volgt uit:
1. Prins Leopold (III) (1901), Hertog van Brabant, zoon van Albert I
2. Prins Boudewijn (1930), zoon van prins Leopold
3. Prins Karel (1903), zoon van Albert I

Prins Albert, zoon van prins Leopold, de latere Albert II werd enkele maanden na de dood van Albert I geboren.

### Leopold III
Bij het aftreden van Leopold III van België in 1951 zag de lijst van opvolging er als volgt uit:
1. Prins Boudewijn (1930), Hertog van Brabant, zoon van Leopold III
2. Prins Albert (II) (1934), zoon van Leopold III
3. Prins Karel (1903), broer van Leopold III.

### Boudewijn
Bij de dood van Boudewijn van België in 1993 zag de lijst van opvolging er als volgt uit:
1. Prins Albert (II) (1934), Prins van Luik, broer van Boudewijn
2. Prins Filip (1960), Hertog van Brabant, zoon van prins Albert
3. Prinses Astrid (1962), dochter van prins Albert
4. Prins Amedeo (1986), zoon van prinses Astrid
5. Prinses Maria Laura (1988), dochter van prinses Astrid
6. Prins Joachim (1991), zoon van prinses Astrid
7. Prins Laurent (1963), zoon van prins Albert

Sinds de afschaffing van de Salische Wet in 1991 verschenen er voor het eerst vrouwen in de lijst van opvolging, namelijk prinses Astrid en haar dochters.

### Albert II
Bij het aftreden van Albert II van België in 2013 zag de lijst van opvolging er als volgt uit:
1. Prins Filip (1960), Hertog van Brabant, zoon van Albert II
2. Prinses Elisabeth (2001), dochter van prins Filip
3. Prins Gabriël (2003), zoon van prins Filip
4. Prins Emmanuel (2005), zoon van prins Filip
5. Prinses Eléonore (2008), dochter van prins Filip
6. Prinses Astrid (1962), dochter van prins Albert II
7. Prins Amedeo (1986), zoon van prinses Astrid
8. Prinses Maria-Laura (1988), dochter van prinses Astrid
9. Prins Joachim (1991), zoon van prinses Astrid
10. Prinses Luisa Maria (1995), dochter van prinses Astrid
11. Prinses Laetitia Maria (2003), dochter van prinses Astrid
12. Prins Laurent (1963), zoon van Albert II
13. Prinses Louise (2004), dochter van prins Laurent
14. Prins Nicolas (2005), zoon van prins Laurent
15. Prins Aymeric (2005), zoon van prins Laurent

## Uitsterven van het koningshuis
Indien er geen wettige en natuurlijke nakomelingen meer zijn, die aanspraak kunnen maken op de Belgische troon kan de Koning, mits goedkeuring van de beide Kamers wordt verkregen, een eigen troonopvolger benoemen. Als de Koning sterft zonder een troonopvolger aan te duiden zullen de beide Kamers de troon moeten aanbieden namens de Belgen aan degene die zij willen erkennen als nieuwe Koning der Belgen.